# Marlon Brando
Marlon Brando, Jr. (3 tháng 4 năm 1924 - 1 tháng 7 năm 2004), thường được biết tới với tên Marlon Brando là một diễn viên nổi tiếng người Mỹ. Từng hai lần đoạt Giải Oscar Vai nam chính, Marlon Brando được coi là một trong những diễn viên có ảnh hưởng nhất của lịch sử điện ảnh Mỹ, ông được xếp thứ 4 trong Danh sách 100 ngôi sao điện ảnh của Viện phim Mỹ. Brando được biết tới nhiều nhất qua các vai diễn trong hai bộ phim thập niên 1950 của đạo diễn Elia Kazan, Chuyến tàu mang tên dục vọng (A Streetcar Named Desire, 1951), On the Waterfront (1954) và hai bộ phim khác của đạo diễn Francis Ford Coppola trong thập niên 1970 là Bố già (The Godfather, 1972) và Apocalypse Now (1979).
Bên cạnh sự nghiệp diễn xuất, Marlon Brando còn là nhà hoạt động nhân quyền nổi tiếng, đặc biệt là trong các hoạt động đấu tranh đòi quyền lợi cho người Mỹ gốc Phi và người Da đỏ thập niên 1960 và 1970. Để phản đối sự phân biệt đối xử với những người bản địa Mỹ, Marlon Brando đã từ chối nhận tượng vàng Oscar thứ hai cho vai diễn cực kì đáng nhớ của ông, Bố già Vito Corleone trong Bố già.
Năm 1999, ông được tạp chí Time (Mỹ) bình chọn là một trong những người có tầm ảnh hưởng nhất của thế kỷ XX.

## Tiểu sử
Marlon Brando sinh ngày 3 tháng 4 năm 1924 tại Omaha, Nebraska trong gia đình của ông Marlon Brando Sr. (1895–1965]]) và bà Dorothy Pennebaker Brando (1897-1954). Năm 1935 khi Marlon được 11 tuổi thì bố mẹ cậu ly dị, một mình bà Dorothy chăm sóc cả ba đứa con, Marlon, Jocelyn (1919–2005) và Frances Brando (1922-1994), ở Santa Ana, California cho đến năm 1937 khi hai vợ chồng tái hợp và chuyển về sống tại Libertyville, Illinois, một ngôi làng phía Tây Bắc Chicago. Cha mẹ của Marlon Brando đều là những người làm về nghệ thuật, ông Marlon Sr. là một nhiếp ảnh gia nghiệp dư, còn bà Dodie là một diễn viên có tài nhưng mắc chứng nghiện rượu, chính bà là người giúp Henry Fonda bắt đầu sự nghiệp diễn viên và truyền tình yêu sân khấu cho con trai Marlon.
Brando có một tuổi thơ dữ dội, cậu bị đúp và sau đó bị đuổi khỏi trường phổ thông Libertyville High School. Ở tuổi 16, Marlon bị gửi tới Học viện Quân sự Shattuck ở Faribault, Minnesota, tại đây cậu đã chứng tỏ được tài năng nghệ thuật và sự thích ứng với môi trường học tập mới. Tuy nhiên đến năm học cuối (năm 1943) Marlon lại bị quản chế vì tội không tuân lệnh cấp trên trong một cuộc diễn tập. Theo hình phạt quản chế, Brando phải ở trong khu vực của học viện và không được phép ra ngoài, tuy vậy cậu vẫn tìm cách lẻn vào thành phố và bị bắt lại. Bị ban lãnh đạo khoa đuổi khỏi học viện, Marlon Brando nhận được sự ủng hộ từ các bạn học khi cho rằng hình phạt này quá khắc nghiệt, Brando được mời lại trường 1 năm sau đó nhưng đã quyết định không kết thúc việc học tập tại đây.
Rời khỏi trường quân sự, Marlon Brando trở được cha kiếm cho một công việc đào mương ở quê nhà nhưng quyết định lên New York lập nghiệp cùng hai chị gái. Một người chị của Brando dự định trở thành họa sĩ còn người kia tham gia diễn tại Sân khấu Broadway. Cảm thấy thích thú với nghề diễn, Brando tham gia khóa học diễn xuất của trường New School. Tại đây ông đã được học kĩ thuật diễn xuất theo Hệ thống Stanislavski do giảng viên danh tiếng Stella Adler đứng lớp.

## Sự nghiệp

### Khởi nghiệp

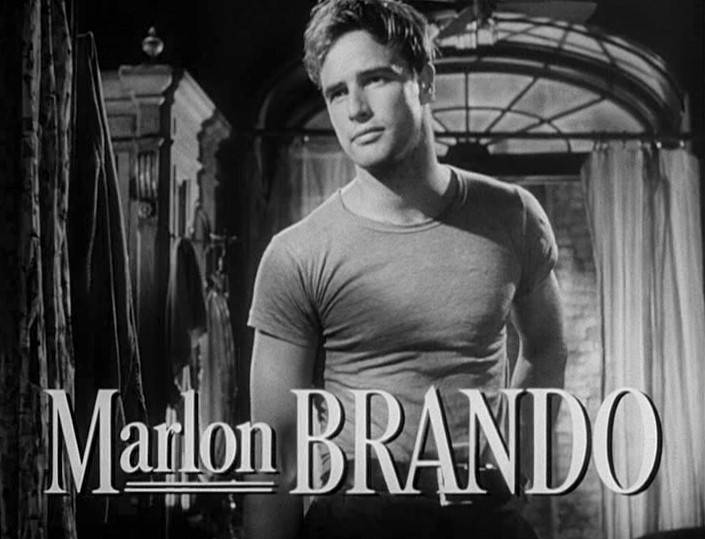
Marlon Brando, vai Stanley Kowalski trong bộ phim Chuyến tàu mang tên dục vọng (1951)

Brando bắt đầu nghiệp diễn xuất bằng việc tham gia các vở kịch ở nhà hát mùa hè (summer-stock) tại Sayville, New York trên đảo Long Island. Cách cư xử kì quặc khiến Brando bị loại khỏi vở kịch của trường New School ở Sayville, tuy vậy ông đã kịp tìm được một vở kịch khác. Năm 1946 với vai diễn trong vở kịch của Sân khấu Broadway Truckline Café, Brando được đánh giá là diễn viên triển vọng nhất của sân khấu Broadway. Một năm sau đó, Marlon thực sự trở thành một ngôi sao mới của sân khấu Mỹ với vai diễn Stanley Kowalski trong vở kịch của Tennessee Williams, Chuyến tàu mang tên dục vọng (A Streetcar Named Desire), vở kịch này do đạo diễn nổi tiếng Elia Kazan thực hiện. Khi tìm được vai Stanley Kowalski, Brando đã lập tức lái xe lên Provincetown, Massachusetts, nơi Williams đang nghỉ hè, để xin được thử vai, Williams đã nhớ lại rằng ngay khi ông mở cửa và quan sát chàng thanh niên này, ông nhận ra mình "đã có Stanley Kowalski". Kỹ thuật diễn có tính đột phá của Brando sau này đã trở thành hình mẫu cho nghệ thuật diễn xuất Mỹ.
Bộ phim điện ảnh đầu tiên của Brando là The Men (1950). Theo đúng phong cách diễn của mình, Brando đã dành 2 tháng trong bệnh viện dành cho các cựu chiến binh để vào vai một thương binh bị liệt cả hai chân. Sau thành công của Chuyến tàu mang tên dục vọng, Marlon Brando được hãng Warner Bros. mời thử vai cho bộ phim Rebel Without A Cause, vai diễn này sau đó đã thuộc về James Dean.

### Vươn tới đỉnh cao
Nhân vật đưa Brando lên vị trí một ngôi sao màn bạc một lần nữa lại là Stanley Kowalski khi ông tham gia bộ phim Chuyến tàu mang tên dục vọng (1951) cũng do Elia Kazan làm đạo diễn, người đóng cặp với Brando là nữ diễn viên huyền thoại Vivien Leigh (người thủ vai Scarlett O'Hara trong Cuốn theo chiều gió). Với vai diễn này, Brando lần đầu tiên được đề cử Giải Oscar Vai nam chính xuất sắc nhất. 3 năm liên tiếp sau đó Brando đều được đề cử cho hạng mục này với các vai diễn trong Viva Zapata! (1952), Julius Caesar (1953) và On the Waterfront (1954). Trong số 4 lần liên tiếp được đề cử này thì Brando đã một lần mang về tượng vàng Oscar với vai Terry Malloy trong On the Waterfront (cũng được đạo diễn bởi Kazan). Ngoài ra ông cũng 3 lần liên tiếp giành Giải BAFTA Nam diễn viên chính nước ngoài xuất sắc nhất từ năm 1951 đến 1953.

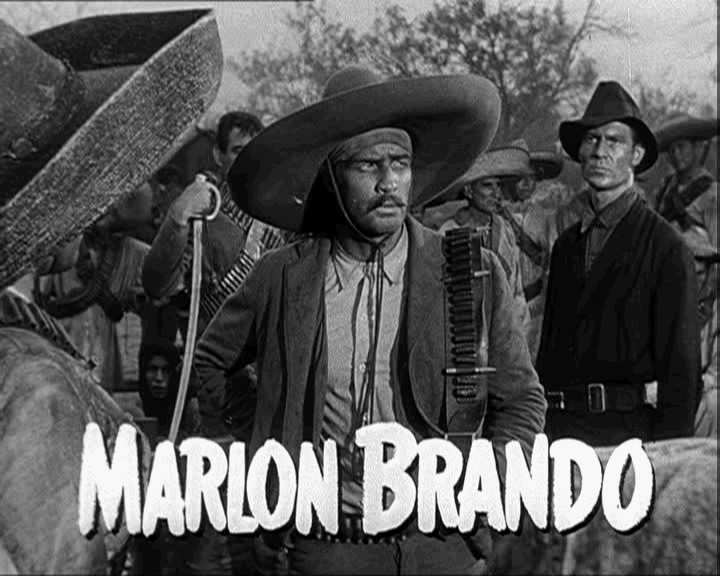
Brando trong vai Emiliano Zapata, phim Viva Zapata! (1952)

Năm 1953, Marlon Brando bên cạnh hai bộ phim điện ảnh còn tham gia vở kịch Arms and the Man của Lee Falk, ông đã từ chối một vở diễn ở Broadway với thù lao 10.000 USD một tuần để cộng tác với Falk trong tác phẩm này (được diễn ở Boston) với chỉ 500 USD một tuần. Đây cũng là lần cuối cùng Brando tham gia một tác phẩm sân khấu. Hai bộ phim Brando đóng năm 1953 là Julius Caesar (vai Mark Antony) và The Wild One (vai Johnny Strabler). Hình tượng tay lái moto nổi loạn Johnny Strabler do Brando tạo nên đã trở thành hình mẫu cho thế hệ trẻ Mỹ những năm 1950, rất nhiều ca sĩ rock-and-roll đã bắt chước phong thái và cách ăn mặc của nhân vật này, trong đó có Elvis Presley.
Với chỉ 5 bộ phim Brando đã trở thành ngôi sao lớn của Hollywood. Thành công này được tiếp nối bằng các vai diễn của ông trong Guys and Dolls, The Teahouse of the August Moon, The Young Lions và Sayonara. Bộ phim cuối đem lại cho Marlon đề cử Oscar thứ 5 trong sự nghiệp tuy vậy có vẻ ngôi sao lớn đã mất đi nguồn năng lượng diễn xuất dồi dào trong các bộ phim đầu tay. Trong thập niên 1960 tuy vẫn tham gia một số bộ phim thành công như Mutiny on the Bounty (1962) nhưng vị trí ngôi sao của Marlon Brando dần mờ nhạt vì tính khí kì quặc trong quá trình quay phim cũng như "thành tích" kéo các bộ phim phải chi tiêu vượt ngân sách hoặc khó bán vé của ông.

### Bố già
Năm 1972 Brando lại chói sáng với vai diễn trong bộ phim Bố già (The Godfather) của đạo diễn Francis Ford Coppola. Coppola đã phải đấu tranh với hãng sản xuấn để Brando có thể vào vai Bố già Vito Corleone vì Paramount Pictures lo sợ "thành tích" tham gia các bộ phim thua lỗ và sự khó tính của Marlon sẽ làm ảnh hưởng tới việc sản xuất Bố già. Quyết định của Coppola đã tỏ ra đúng đắn khi Brando đã khắc họa cực kì thành công hình tượng của một trùm mafia đầy mưu mô xảo quyệt nhưng cũng sống rất tình cảm với gia đình. Nhân vật Vito Corleone của Brando đã đi vào huyền thoại và mang lại cho ông Giải Oscar Nam diễn viên chính xuất sắc nhất thứ hai. Tuy nhiên Marlon Brando đã từ chối giải thưởng này (ông là người thứ hai sau George C. Scott từ chối giải Oscar), Brando tẩy chay buổi lễ trao giải khi không tham dự mà chỉ gửi diễn viên da đỏ ít tên tuổi Sacheen Littlefeather tới tuyên bố lý do từ chối tượng vàng, theo đó Brando phản đối việc Hollywood và các hãng truyền hình thường xuyên miêu tả lệch lạc hình tượng những người thổ dân bản địa như những kẻ dã man.
Thập niên 1970 còn chứng kiến hai vai diễn ấn tượng nữa của Brando, đầu tiên là vai nam chính trong bộ phim Last Tango in Paris của đạo diễn Ý Bernardo Bertolucci. Marlon được đề cử giải Oscar Vai nam chính thứ 7 cho vai diễn này, tuy nhiên thành công về mặt diễn xuất của ông đã bị phủ bóng bởi những tranh cãi xung quanh các cảnh quay tình dục lộ liễu trong phim giữa nhân vật của Brando và nhân vật do Maria Schneider diễn. Vai diễn đáng chú ý thứ hai của Brando là vai đại tá Kurtz trong bộ phim về Chiến tranh Việt Nam Apocalypse Now (1979) của Francis Ford Coppola. Brando một lần nữa gây ra rắc rối khi thân hình ông trở nên quá khổ so với nhân vật, vì lý do này phần lớn cảnh quay miêu tả đại tá Kurtz thường là cái bóng của ông này. Cuối cùng để thực hiện cảnh quay cận gương mặt của Brando thốt lên câu thoại "The horror, the horror", Coppola đã phải trả thêm cho Brando 75.000 USD chỉ để ông này luyện tập giảm cân. Sau Apocalypse Now Brando lại tăng cân và việc này đã làm hạn chế rất nhiều các vai diễn mà ông có thể nhận.

### Giai đoạn cuối sự nghiệp
Năm 1978 Brando vào vai Jor-El, cha của Superman trong bộ phim cùng tên. Điều kiện nhận vai của Brando khá rắc rối, ông đòi được nhận thù lao cao dù chỉ xuất hiện trong phim với thời gian rất ngắn, Brando cũng yêu cầu không phải thuộc thoại mà được nhìn bản nhắc thoại từ bên ngoài. Brando cũng tham gia phần 2 của bộ phim này, Siêu nhân II (Superman II) nhưng khi nhà sản xuất không đồng ý trả khoản tiền tương ứng như phần I, Marlon đã không cho phép sử dụng các cảnh có sự xuất hiện của ông trong phim. Những cảnh này chỉ xuất hiện trong bản dựng lại của bộ phim, Superman II: The Richard Donner Cut, được phát hành năm 2006. Cũng năm 2006, 2 năm sau khi Brando qua đời (ông qua đời năm 2004), ngôi sao này đã "tái xuất" với vai Jor-El trong bộ phim Siêu nhân trở lại (Superman Returns), các nhà làm phim đã tái tạo vai diễn của Brando bằng cách sử dụng các đoạn quay trong hai phần trước cũng như phần thoại được thu âm trước đó của Marlon.
Mặc dù gần như rời bỏ nghiệp diễn từ những năm 1980, Marlon Brando vẫn có được những thành công nhất định trong các vai phụ, điển hình là vai diễn trong bộ phim A Dry White Season (1989), vai diễn này đã giúp ông có được đề cử Oscar đầu tiên ở hạng mục Vai nam phụ. Bộ phim cuối cùng Brando tham gia là The Score (2001), trong đó ông đóng chung với Robert De Niro, người cũng thủ vai Vito Corleone trong loạt phim Bố già.

## Đời tư
Trong đời tư, Marlon Brando nổi tiếng là một ngôi sao nóng tính và nhiều tật xấu, tháng 6 năm 1973 Brando gây bê bối lớn khi nện vỡ hàm tay săn ảnh Ron Galella.

### Gia đình riêng
Năm 1957 Marlon Brando làm đám cưới với nữ diễn viên Anna Kashfi (tên thật là Joan O'Callaghan), người xứ Wales. Chỉ sau 2 năm sống chung, hai người đã ly dị sau khi Anna sinh cho Brando đứa con đầu lòng, Christian Brando (sinh năm 1958). Người vợ thứ hai của Marlon, Movita Castaneda, cũng là một nữ diễn viên người México và hơn Marlon tới 7 tuổi. Điều đặc biệt là Castaneda đã tham gia đóng bộ phim Mutiny on the Bounty phiên bản 1935, đúng 27 năm sau đó Marlon cũng tham gia đóng phiên bản làm lại của bộ phim này. Castaneda và Brando làm đám cưới năm 1960, họ ly dị năm 1962 sau khi đã có hai người con chung là Miko C. Brando (sinh năm 1961) và Rebecca Brando Kotlinzky (sinh năm 1966). Điều đặc biệt là vào năm hai người ly dị, Brando đã tham gia bộ phim Mutiny on the Bounty năm 1962, đây là phiên bản làm lại của bộ phim cùng tên thực hiện năm 1935 trong đó có sự góp mặt của chính Castaneda.
Thời gian đóng Bounty cũng ảnh hưởng lớn tới cuộc sống của Marlon khi ông bắt đầu cảm thấy yêu quý hòn đảo và con người Tahiti. Ông đã mua một vùng đảo san hô gồm 12 đảo nhỏ có tên Tetiaroa với dự định biến nơi đây thành khu sinh thái và nghỉ dưỡng. Cũng tại Tahiti ngôi sao Hollywood đã gặp người vợ thứ ba, đó là nữ diễn viên xinh đẹp người bản địa Tarita Teriipia. Hai người làm đám cưới tháng 10 năm 1962 khi Tarita mới 20 tuổi, tức là kém chồng cô tới 18 tuổi. Cuộc hôn nhân cuối cũng là cuộc hôn nhân dài nhất của Brando, hai người ly dị tháng 7 năm 1972. Marlon và Tarita có hai người con là Simon Teihotu Brando (sinh năm 1963) và Cheyenne Brando (sinh năm 1970, tự sát năm 1995).
Ngoài 5 đứa con chính thức, Brando còn có ba người con với người bạn gái không đăng ký kết hôn Maria Christina Ruiz, đó là Ninna Brando (sinh năm 1989), Myles Brando (sinh năm 1992) và Timothy Brando (sinh năm 1994). Ông cũng nhận làm con nuôi 3 đứa con nuôi là Petra Brando-Corval (sinh năm 1972, con gái của Caroline Barrett, người quản lý cho Brando), Maimiti Brando (sinh năm 1977) và Raiatua Brando (sinh năm 1982).

### Vụ bê bối của Christian Brando
Tháng 5 năm 1990, Dag Drollet, người yêu của con gái Brando, Cheyenne (em cùng cha khác mẹ với Christian), đã chết vì trúng đạn từ khẩu súng của Christian trong lúc hai người đang cãi vã tại căn hộ của gia đình Brando trên Beverly Hills. Tuy thanh minh rằng vụ nổ súng chỉ là tai nạn nhưng Christian cuối cùng vẫn bị kết án 10 năm tù vì tội cố ý ngộ sát và sử dụng súng. Bi kịch này còn trở nên tồi tệ hơn 5 năm sau đó, khi Christian treo cổ tự tử tại Tahiti.

### Những năm cuối đời
Tai tiếng của bản thân Brando, những rắc rối gia đình và bệnh béo phì đã khiến Brando gần như phải rời bỏ sự nghiệp những năm cuối đời. Ông là bạn thân của "Vua nhạc Pop" Michael Jackson và thường đến nghỉ tại dinh thự Neverland Ranch của Michael hàng tuần liền. Con trai của Brando, Miko, là vệ sĩ và trợ lý của Michael Jackson trong vài năm và cũng là một người bạn của ca sĩ này. Theo Miko thì cứ giai đoạn cuối đời cứ rời khỏi nhà riêng là Marlon đến chơi với Michael Jackson và ông cảm thấy thích thú với cuộc sống tại dinh thự của ngôi sao ca nhạc này.
Ngày 1 tháng 7 năm 2004, Marlon Brando đã qua đời tại Trung tâm y tế UCLA (UCLA Medical Center) ở tuổi 80. Tuy ban đầu lý do cái chết của Brando được các luật sư giữ kín với lý do bảo vệ quyền riêng tư, nhưng sau đó người ta cũng biết rằng ông qua đời vì mất khả năng hô hấp do xơ hóa phổi. Ông còn mắc chứng suy tim ứ huyết, lòa vì tiểu đường và khi qua đời cũng đang phải trị liệu ung thư. Marlon được hỏa táng, tro hỏa táng được rải một phần ở Tahiti và một phần ở thung lũng Chết (Death Valley).

## Hoạt động chính trị

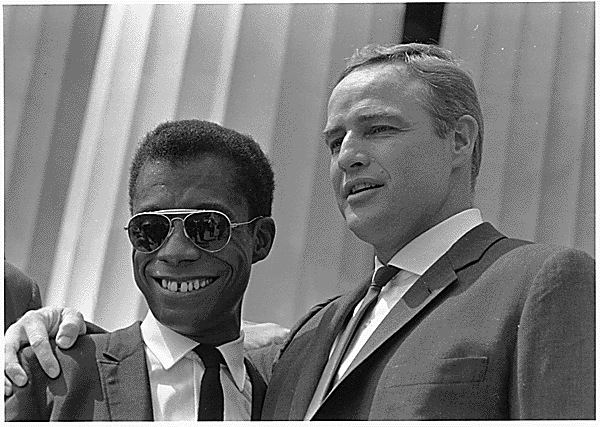
Brando và James Baldwin trong Cuộc tuần hành vì Việc làm và Tự do ở Washington, D.C. năm 1963

Bên cạnh sự nghiệp điện ảnh và sân khấu, Brando còn là một nhà hoạt động tích cực đòi quyền lợi cho người Da đỏ và người Mỹ gốc Phi mà sự kiện trao giải Oscar năm 1973 là điển hình.
Tháng 8 năm 1963, Brando đã tham gia Cuộc tuần hành vì Việc làm và Tự do ở Washington, D.C. cùng với các ngôi sao nổi tiếng khác như Harry Belafonte, James Garner, Charlton Heston, Burt Lancaster và Sidney Poitier. Sau vụ ám sát mục sư da đen Martin Luther King Jr. năm 1968, Marlon Brando là một trong những người ủng hộ mạnh mẽ nhất cho việc tiếp tục sự nghiệp dang dở vì quyền lợi của người da đen mà Luther King khởi xướng.

## Các phim đã tham gia
| Năm  | Phim                                                    | Ghi chú                                                                   |
| ---- | ------------------------------------------------------- | ------------------------------------------------------------------------- |
| 1950 | The Men                                                 |                                                                           |
| 1951 | Chuyến tàu mang tên dục vọng (A Streetcar Named Desire) | Đề cử Giải Oscar cho nam diễn viên chính xuất sắc nhất                    |
| 1952 | Viva Zapata!                                            | Đề cử Giải Oscar cho nam diễn viên chính xuất sắc nhất                    |
| 1953 | Julius Caesar                                           | Đề cử Giải Oscar cho nam diễn viên chính xuất sắc nhất                    |
| 1953 | The Wild One                                            |                                                                           |
| 1954 | On the Waterfront                                       | Giành Giải Oscar cho nam diễn viên chính xuất sắc nhất                    |
| 1954 | Désirée                                                 |                                                                           |
| 1955 | Guys and Dolls                                          |                                                                           |
| 1956 | The Teahouse of the August Moon                         |                                                                           |
| 1957 | Sayonara                                                |                                                                           |
| 1958 | The Young Lions                                         |                                                                           |
| 1959 | The Fugitive Kind                                       |                                                                           |
| 1961 | One-Eyed Jacks                                          | Kiêm đạo diễn                                                             |
| 1962 | Mutiny on the Bounty                                    |                                                                           |
| 1963 | The Ugly American                                       |                                                                           |
| 1964 | Bedtime Story                                           |                                                                           |
| 1965 | Morituri                                                |                                                                           |
| 1966 | The Chase                                               |                                                                           |
| 1966 | The Appaloosa                                           |                                                                           |
| 1967 | A Countess from Hong Kong                               |                                                                           |
| 1967 | Reflections in a Golden Eye                             |                                                                           |
| 1968 | Candy                                                   |                                                                           |
| 1968 | The Night of the Following Day                          |                                                                           |
| 1969 | Burn!                                                   |                                                                           |
| 1970 | King: A Filmed Record... Montgomery to Memphis          | Phim tài liệu                                                             |
| 1972 | Bố già (The Godfather)                                  | Giành Giải Oscar cho nam diễn viên chính xuất sắc nhất (Từ chối giải)     |
| 1972 | Last Tango in Paris                                     | Đề cử Giải Oscar cho nam diễn viên chính xuất sắc nhất                    |
| 1976 | The Missouri Breaks                                     |                                                                           |
| 1978 | Siêu nhân (Superman)                                    |                                                                           |
| 1979 | Apocalypse Now                                          |                                                                           |
| 1980 | The Formula                                             |                                                                           |
| 1989 | A Dry White Season                                      | Đề cử Giải Oscar cho nam diễn viên phụ xuất sắc nhất                      |
| 1990 | The Freshman                                            |                                                                           |
| 1991 | Hearts of Darkness: A Filmmaker's Apocalypse            | Phim tài liệu                                                             |
| 1992 | Christopher Columbus: The Discovery                     |                                                                           |
| 1995 | Don Juan DeMarco                                        |                                                                           |
| 1996 | The Island of Dr Moreau                                 |                                                                           |
| 1997 | The Brave                                               |                                                                           |
| 2001 | The Score                                               |                                                                           |
| 2006 | Siêu nhân trở lại (Superman Returns)                    | Phục dựng từ các phần thu hai tập phim Siêu nhân trước                    |
| 2006 | Superman II: The Richard Donner Cut                     | Lấy lại phần quay đã bị Brando từ chối cho vào phim khi phát hành lần đầu |

## Giải thưởng và đề cử

### Giải Oscar
- Đề cử: Nam diễn viên chính xuất sắc nhất, Chuyến tàu mang tên dục vọng (1951)
- Đề cử: Nam diễn viên chính xuất sắc nhất, Viva Zapata! (1952)
- Đề cử: Nam diễn viên chính xuất sắc nhất, Julius Caesar (1953)
- Giành giải: Nam diễn viên chính xuất sắc nhất, On the Waterfront (1954)
- Đề cử: Nam diễn viên chính xuất sắc nhất, Sayonara (1957)
- Giành giải: Nam diễn viên chính xuất sắc nhất, Bố già (1972) (từ chối nhận giải)
- Đề cử: Nam diễn viên chính xuất sắc nhất, Last Tango in Paris (1973)
- Đề cử: Nam diễn viên phụ xuất sắc nhất, A Dry White Season (1989)

### Giải BAFTA
- Giành giải: Nam diễn viên chính nước ngoài xuất sắc nhất, Viva Zapata! (1953)
- Giành giải: Nam diễn viên chính nước ngoài xuất sắc nhất, Julius Caesar (1954)
- Giành giải: Nam diễn viên chính nước ngoài xuất sắc nhất, On the Waterfront (1955)
- Đề cử: Nam diễn viên chính nước ngoài xuất sắc nhất, The Young Lions (1959)
- Đề cử: Nam diễn viên chính xuất sắc nhất, The Nightcomers (1973)
- Đề cử: Nam diễn viên chính xuất sắc nhất, Bố già (1973)
- Đề cử: Nam diễn viên chính xuất sắc nhất, Last Tango in Paris (1974)
- Đề cử: Nam diễn viên phụ xuất sắc nhất, A Dry White Season (1990)

### Giải Quả cầu vàng
- Giành giải: Nam diễn viên chính xuất sắc nhất - Phim chính kịch, On the Waterfront (1955)
- Đề cử: Nam diễn viên chính xuất sắc nhất - Phim hài hoặc phim ca nhạc, The Teahouse of the August Moon (1957)
- Đề cử: Nam diễn viên chính xuất sắc nhất - Phim chính kịch, Sayonara (1958)
- Đề cử: Nam diễn viên chính xuất sắc nhất - Phim chính kịch, The Ugly American (1964)
- Giành giải: Nam diễn viên chính xuất sắc nhất - Phim chính kịch, Bố già (1973)
- Đề cử: Nam diễn viên phụ xuất sắc nhất - Phim chính kịch, A Dry White Season (1990)

### Giải Emmy
- Giành giải: Vai nam phụ xuất sắc nhất trong loạt chương trình ngắn hoặc đặc biệt, Roots: The Next Generations (1979)